# Camponotus erythrocephalus
Camponotus erythrocephalus é uma espécie de inseto do gênero Camponotus, pertencente à família Formicidae.